# عصامية
العصامي من ساد بشرف نفسه ويقابله العظامي وهو من ساد بشرف آبائه، وفي المثل: «كن عصاميًا ولا تكن عظاميًا». وهو منسوب إلى عصام حاجب النعمان الذي قال فيه النابغة

نفس عصام سودت عصاما
وعلمته الكر والإقداما
ومنه أيضا في المثل ما وراءك يا عصام، يضرب مثلا في الاستخبار وخوطب به في الأصل عصام حاجب النعمان.
و لقد اتصف العديد من الشخصيات التاريخية بهذه الصفة مثل الشاعر أبو الطيب المتنبي حيث قال:
"ما شرفت بقومي بل شرفوا بي و فخرت بنفسي لا بجدودي"
و شخصيات اخرى كـ سرجون الأكدي اول امبراطور مسجل بالتاريخ و العديد من الفنانين و الشخصيات الاخرة التي لا فائدة من ذكرها لانها لا تغني من علم، و ان كنت ترغب بالبحث بشكل افضل اذهب و اتعب نفسك بالبحث عن العلم لان لا شيء يأتي كما تشاء، اعلم ان الحياة ليست والدتك، و اعلم ان ويكيبيديا لا يحتوي على على معلومات دقيقة دائما بسبب امكانية وصول الاغلب له و التعديل على المعلومات، العلم الحقيقي يوجد برفوف المكاتب المليئة بالغبار. 